# ناحیه گیلمر (شهرستان آدامز، ایلینوی)
ناحیه گیلمر، شهرستان آدامز، ایلینوی (به انگلیسی: Gilmer Township) یک منطقهٔ مسکونی در ایالات متحده آمریکا است که در شهرستان آدامز، ایلینوی واقع شده‌است. ناحیه گیلمر ۱٬۱۲۸ نفر جمعیت دارد و ۲۱۲ متر بالاتر از سطح دریا واقع شده‌است.